# Sinocrossocheilus labiatus
Sinocrossocheilus labiatus är en fiskart som beskrevs av Su, Yang och Xiaolong Cui 2003. Sinocrossocheilus labiatus ingår i släktet Sinocrossocheilus och familjen karpfiskar. Inga underarter finns listade i Catalogue of Life.